# Marc (motorfiets)
Marc is een historisch merk van motorfietsen.
Ets. Marc, Vincennes, later Paris (1923-1931).
Frans merk dat echte Engelse eencilinders met 247 cc Staub-JAP- en 347- en 490 cc LMP- en JAP-motoren bouwde.